# Wallichia disticha
Wallichia disticha är en enhjärtbladig växtart som beskrevs av John Smith. Wallichia disticha ingår i släktet Wallichia och familjen Arecaceae. Inga underarter finns listade i Catalogue of Life.